# Бордюжа Микола Миколайович
Микола Миколайович Бордюжа (рос. Николай Николаевич Бордюжа; нар. 20 жовтня 1949, Орел) — російський військовий і державний діяч. Генерал-полковник. Секретар Ради Безпеки Росії (1998–1999), керівник Адміністрації президента Росії (1998–1999), генеральний секретар ОДКБ (2003–2016).

## Біографія
У 1972 р. закінчив Пермське вище командно-інженерне училище, у 1999 р. — Вищі дипломатичні курси при Дипломатичній академії МЗС Росії.
1992–1994 рр. — заступник командувача Прикордонними військами Російської Федерації.
1994–1998 рр. — заступник директора, директор Федеральної прикордонної служби РФ.
1999 р. — голова Державного митного комітету РФ.
1999–2003 рр. — посол Росії в Данії.